# فهرست پادشاهان چین

## سه شهریار و پنج امپراتور
| شماره | نام امپراتور | دوره حکومت (پیش از میلاد) |
| ----- | ------------ | ------------------------- |
| ۱     | نیو کوآ      | قبل از ۲۸۰۰               |
| ۲     | یوچائو       | قبل از ۲۸۰۰               |
| ۳     | سویرن        | قبل از ۲۸۰۰               |
| ۴     | فو هسی       | ۲۸۰۰–۲۷۳۷                 |
| ۵     | شن‌نونگ       | ۲۷۳۷–۲۶۹۸                 |
| ۶     | هوانگ تی     | ۲۶۹۷–۲۵۹۷                 |
| ۷     | شائوهائو     | ۲۵۹۷–۲۵۱۴                 |
| ۸     | جوان سیون    | ۲۵۱۴–۲۴۳۶                 |
| ۹     | کو           | ۲۴۳۶–۲۳۶۶                 |
| ۱۰    | ژی           | ۲۳۶۶–۲۳۵۸                 |
| ۱۱    | یائو         | ۲۳۵۸–۲۲۵۸                 |
| ۱۲    | شون          | ۲۲۵۵–۲۱۹۵                 |

## شیا
| شماره | نام پادشاه | نسبت با پادشاه قبلی       | دوره حکومت (پیش از میلاد) |
| ----- | ---------- | ------------------------- | ------------------------- |
| ۱     | یوی بزرگ   | پسر شون و مؤسس دودمان شیا | ۲۲۰۵–۲۱۹۷                 |
| ۲     | چی         | پسر یوی بزرگ              | ۲۱۴۶–۲۱۱۷                 |
| ۳     | تای کانگ   | پسر چی                    | ۲۱۱۷–۲۰۸۸                 |
| ۴     | زونگ کانگ  | پسر چی                    | ۲۰۸۸–۲۰۷۵                 |
| ۵     | شیانگ      | پسر زونگ کانگ             | ۲۰۷۵–۲۰۴۷                 |
| ۶     | شائو کانگ  | پسر شیانگ                 | ۲۰۰۷–۱۹۸۵                 |
| ۷     | زو         | پسر شائو کانگ             | ۱۹۸۵–۱۹۶۸                 |
| ۸     | هوای       | پسر زو                    | ۱۹۶۸–۱۹۲۴                 |
| ۹     | مانگ       | پسر هوای                  | ۱۹۲۴–۱۹۰۶                 |
| ۱۰    | شیه        | پسر مانگ                  | ۱۹۰۶–۱۸۹۰                 |
| ۱۱    | بو جیانگ   | پسر شیه                   | ۱۸۹۰–۱۸۳۱                 |
| ۱۲    | جیونگ      | پسر شیه                   | ۱۸۳۱–۱۸۱۰                 |
| ۱۳    | جین        | پسر جیونگ                 | ۱۸۱۰–۱۷۸۹                 |
| ۱۴    | کونگ جیا   | پسر بو جیانگ              | ۱۷۸۹–۱۷۵۸                 |
| ۱۵    | گائو       | پسر کونگ جیا              | ۱۷۵۸–۱۷۴۷                 |
| ۱۶    | فا         | پسر گائو                  | ۱۷۴۷–۱۷۲۸                 |
| ۱۷    | جیه        | پسر فا                    | ۱۷۲۸–۱۶۷۵                 |

## شانگ
| شماره | نام پادشاه | نسبت با پادشاه قبلی | دوره حکومت (پیش از میلاد) |
| ----- | ---------- | ------------------- | ------------------------- |
| ۱     | تانگ       | مؤسس دودمان شانگ    | ۱۶۷۵–۱۶۴۶                 |
| ۲     | تای دینگ   | پسر تانگ            | ۱۵۳۵-۱۶۴۶                 |
| ۳     | تای جیا    | پسر تای دینگ        | ۱۵۳۵–۱۵۲۳                 |
| ۴     | وو بینگ    | پسر تانگ            | ؟ -؟                      |
| ۵     | زونگ رن    | پسر تانگ            | ؟ -؟                      |
| ۶     | وو دینگ    | پسر تای جیا         | ؟ -؟                      |
| ۷     | تای گینگ   | پسر تای جیا         | ؟ -؟                      |
| ۸     | شیائو جیا  | پسر تای گینگ        | ؟ -؟                      |
| ۹     | یونگ جی    | پسر تای گینگ        | ؟ -؟                      |
| ۱۰    | تای وو     | پسر تای گینگ        | ؟ -؟                      |
| ۱۱    | زونگ دینگ  | پسر تای وو          | ؟ -؟                      |
| ۱۲    | وای رن     | پسر تای وو          | ؟ -؟                      |
| ۱۳    | هه دان جیا | پسر تای وو          | ؟ -؟                      |
| ۱۴    | زو یی      | پسر زونگ دینگ       | ؟ -؟                      |
| ۱۵    | زو شین     | پسر زو یی           | ؟ -؟                      |
| ۱۶    | وو جیا     | پسر زو یی           | ؟ -؟                      |
| ۱۷    | زو دینگ    | پسر زو شین          | ؟ -؟                      |
| ۱۸    | نان گینگ   | پسر وو جیا          | ؟ -؟                      |
| ۱۹    | یانگ جیا   | پسر زو دینگ         | ؟ -؟                      |
| ۲۰    | پان گینگ   | پسر زو دینگ         | ۱۲۹۰–۱۲۶۳                 |
| ۲۱    | شیائو شین  | پسر زو دینگ         | ؟ -؟                      |
| ۲۲    | شیائو یی   | پسر زو دینگ         | ؟ -؟                      |
| ۲۳    | وو دینگ    | پسر شیائو یی        | ۱۲۵۰–۱۱۹۲                 |
| ۲۴    | زو گینگ    | پسر وو دینگ         | ۱۱۹۱–۱۱۸۰                 |
| ۲۵    | زو جیا     | پسر وو دینگ         | ؟ -؟                      |
| ۲۶    | لین شین    | پسر زو جیا          | ؟ -؟                      |
| ۲۷    | گینگ دینگ  | پسر زو جیا          | ۱۱۷۰–۱۱۴۷                 |
| ۲۸    | وو یی      | پسر گینگ دینگ       | ۱۱۴۷–۱۱۱۲                 |
| ۲۹    | ون دینگ    | پسر وو یی           | ۱۱۱۲–۱۱۰۲                 |
| ۳۰    | دی یی      | پسر ون دینگ         | ۱۱۰۱–۱۰۷۶                 |
| ۳۱    | دی شین     | پسر دی شین          | ۱۰۷۵–۱۰۴۶                 |

## ژو
| #                  | نام پادشاه          | نسبت با پادشاه قبلی | دوره حکومت (پیش از میلاد) |
| ژو باختری          | ژو باختری           | ژو باختری           | ژو باختری                 |
| ------------------ | ------------------- | ------------------- | ------------------------- |
| ۱                  | وو                  | مؤسس دودمان ژو      | ۱۰۴۶–۱۰۴۳                 |
| ۲                  | چنگ                 | پسر وو              | ۱۰۴۲–۱۰۲۱                 |
| ۳                  | کانگ                | پسر چنگ             | ۱۰۲۰–۹۹۶                  |
| ۴                  | ژائو                | پسر کانگ            | ۹۹۵–۹۷۷                   |
| ۵                  | مو                  | پسر ژائو            | ۹۷۶–۹۲۲                   |
| ۶                  | گونگ                | پسر مو              | ۹۲۲–۹۰۰                   |
| ۷                  | ییه                 | پسر گونگ            | ۸۹۹–۸۹۲                   |
| ۸                  | شیائو               | پسر مو              | ۸۹۱–۸۸۶                   |
| ۹                  | شیه                 | پسر ییه             | ۸۸۵–۸۷۸                   |
| ۱۰                 | لی                  | پسر شیه             | ۸۷۷–۸۴۱                   |
| ۱۱                 | نایب‌السلطنگی گونگ‌هه |                     | ۸۴۱–۸۲۸                   |
| ۱۲                 | شوآن                | پسر لی              | ۸۲۷–۷۸۲                   |
| ۱۳                 | یو                  | پسر شوآن            | ۷۸۱–۷۷۱                   |
| ژوی شرقی           |                     |                     |                           |
| دوره بهار و پائیز  |                     |                     |                           |
| ۱۴                 | پینگ                | پسر یو              | ۷۷۰–۷۲۰                   |
| ۱۵                 | هوآن                | پسر پینگ            | ۷۱۹–۶۹۷                   |
| ۱۶                 | ژوآنگ               | پسر هوآن            | ۶۹۶–۶۸۲                   |
| ۱۷                 | شی                  | پسر ژوآنگ           | ۶۸۱–۶۷۷                   |
| ۱۸                 | هوی                 | پسر شی              | ۶۷۶–۶۵۲                   |
| ۱۹                 | شیانگ               | پسر هوی             | ۶۵۱–۶۱۹                   |
| ۲۰                 | چینگ                | پسر شیانگ           | ۶۱۸–۶۱۳                   |
| ۲۱                 | کوانگ               | پسر چینگ            | ۶۱۲–۶۰۷                   |
| ۲۲                 | دینگ                | پسر چینگ            | ۶۰۶–۵۸۶                   |
| ۲۳                 | جیان                | پسر دینگ            | ۵۸۵–۵۷۲                   |
| ۲۴                 | لینگ                | پسر جیان            | ۵۷۱–۵۴۵                   |
| ۲۵                 | جینگ                | پسر لینگ            | ۵۴۴–۵۲۱                   |
| ۲۶                 | دائو                | پسر جینگ            | ۵۲۰                       |
| ۲۷                 | جینگ                | پسر جینگ            | ۵۱۹–۴۷۶                   |
| عصر دولت‌های جنگ‌طلب |                     |                     |                           |
| ۲۸                 | یوآن                | پسر جینگ            | ۴۷۵–۴۶۹                   |
| ۲۹                 | ژندینگ              | پسر یوآن            | ۴۶۸–۴۴۲                   |
| ۳۰                 | آی                  | پسر ژندینگ          | ۴۴۱                       |
| ۳۱                 | سی                  | پسر ژندینگ          | ۴۴۱                       |
| ۳۲                 | کائو                | پسر ژندینگ          | ۴۴۰–۴۲۶                   |
| ۳۳                 | وی‌لیه               | پسر کائو            | ۴۲۵–۴۰۲                   |
| ۳۴                 | آن                  | پسر ویلی            | ۴۰۲–۳۷۶                   |
| ۳۵                 | لیه                 | پسر آن              | ۳۷۵–۳۶۹                   |
| ۳۶                 | شیان                | پسر آن              | ۳۶۸–۳۲۱                   |
| ۳۷                 | شنجینگ              | پسر شیان            | ۳۲۰–۳۱۵                   |
| ۳۸                 | نان                 | پسر شنجینگ          | ۳۱۴–۲۵۶                   |

## چین
| شماره      | نام پادشاه   | دوره زندگانی (پیش از میلاد) | نسبت با پادشاه قبلی             | دوره حکومت (پیش از میلاد) |
| ایالت چین  | ایالت چین    | ایالت چین                   | ایالت چین                       | ایالت چین                 |
| ---------- | ------------ | --------------------------- | ------------------------------- | ------------------------- |
| ۱          | هوی‌ون        | ۳۵۶–۳۱۱                     | اولین حاکم چین با عنوان پادشاه  | ۳۳۸–۳۱۱                   |
| ۲          | وو           | ۳۲۹–۳۰۷                     | پسر هوی‌ون                       | ۳۱۰–۳۰۷                   |
| ۳          | ژائوشیانگ    | ۳۲۴–۲۵۰                     | پسر هوی‌ون                       | ۳۰۶–۲۵۰                   |
| ۴          | شیائوون      | ۳۰۲–۲۵۰                     | پسر ژائوشیانگ                   | ۲۵۰                       |
| ۵          | ژوانگ‌شیانگ   | ۲۸۱–۲۴۷                     | پسر شیائوون                     | ۲۴۹–۲۴۷                   |
| شماره      | نام امپراتور | دوره زندگانی (پیش از میلاد) | نسبت با امپراتور قبلی           | دوره حکومت (پیش از میلاد) |
| دودمان چین |              |                             |                                 |                           |
| ۱          | چین شی هوانگ | ۲۵۹–۲۱۰                     | پسر ژوانگ‌شیانگ، موسس دودمان چین | ۲۴۶–۲۱۰                   |
| ۲          | چین ار شی    | ۲۳۰–۲۰۷                     | پسر شی هوانگ                    | ۲۱۰–۲۰۷                   |
| ۳          | زیینگ        | ۲۴۰–۲۰۶                     | برادر زاده هوهای                | ۲۰۶                       |

## هان
| #          | نام امپراتور                                                            | دوران زندگانی (پ.م.) | نسبت خانوادگی                                       | دورهٔ حکومت (پ./ب. م.) |          |
| هان غربی   | هان غربی                                                                | هان غربی             | هان غربی                                            | هان غربی              | هان غربی |
| ---------- | ----------------------------------------------------------------------- | -------------------- | --------------------------------------------------- | --------------------- | -------- |
| ۱          | امپراتور گائوزو توسط امپراتریس لو در قدرت تا حدودی همراهی شد            | ۲۵۶–۱۹۵              | بنیان‌نهای امپراتوری هان                             | ۲۰۶–۱۹۵               |          |
| ۲          | امپراتور هوی توسط امپراتریس بیوه لو در قدرت همراهی شد                   | ۲۱۰–۱۸۸              | پسر امپراتور گائوزو                                 | ۱۹۵–۱۸۸               |          |
| ۳          | امپراتور کیانشائو توسط امپراتریس بیوه لو در قدرت همراهی و بعد برکنار شد | ۱۹۹–۱۸۴              | پسر امپراتور هوی                                    | ۱۸۸–۱۸۴               |          |
| ۴          | امپراتور هئوشائو توسط امپراتریس بیوه لو در قدرت همراهی و بعد برکنار شد  | ۱۹۵–۱۸۰              | پسر امپراتور هوی                                    | ۱۸۴–۱۸۰               |          |
| ۵          | امپراتور ون                                                             | ۲۰۲–۱۵۷              | پسر امپراتور گائوزو                                 | ۱۸۰–۱۵۷               |          |
| ۶          | امپراتور جینگ                                                           | ۱۸۸–۱۴۱              | پسر امپراتور ون                                     | ۱۵۷–۱۴۱               |          |
| ۷          | امپراتور وو                                                             | ۱۵۷–۸۷               | پسر امپراتور جینگ                                   | ۱۴۱–۸۷                |          |
| ۸          | امپراتور ژائو توسط هئو گوانگ در قدرت همراهی شد                          | ۹۴–۷۴                | پسر امپراتور وو                                     | ۸۷–۷۴                 |          |
| ۹          | مارکی هایهون توسط هئو گوانگ در قدرت همراهی و بعد برکنار شد              | ۹۲–۵۹                | نوه امپراتور وو (پسر لیو بو)                        | ۷۴                    |          |
| ۱۰         | امپراتور شوان توسط هئو گوانگ در قدرت همراهی شد                          | ۹۱–۴۹                | نتیجه امپراتور وو (پسر لیو جین)                     | ۷۴–۴۹                 |          |
| ۱۱         | امپراتور یوان                                                           | ۷۵–۳۳                | پسر امپراتور شوان                                   | ۴۹–۳۳                 |          |
| ۱۲         | امپراتور چنگ                                                            | ۵۱–۷                 | پسر امپراتور یوان                                   | ۳۳–۷                  |          |
| ۱۳         | امپراتور آی                                                             | ۲۷–۱                 | نوه امپراتور یوان (پسر لیو کانگ)                    | ۷–۱                   |          |
| ۱۴         | امپراتور پینگ توسط وانگ مانگ در قدرت همراهی و بعد کشته شد               | ۹ ق. م - ۶ م         | نوه امپراتور یوان (پسر لیو شینگ)                    | ۱ ق. م - ۶ م          |          |
| ۱۵         | روزی یینگ توسط وانگ مانگ در قدرت همراهی و بعد برکنار شد                 | ۵ م - ۲۵ م           | نبیره امپراتور شوان (پسر لیو شیان)                  | ۶ م - ۹ م             |          |
| دودمان شین |                                                                         |                      |                                                     |                       |          |
| ۱          | وانگ مانگ                                                               | ۴۵ ق. م - ۲۳ م       | پدرهمسر امپراتور پینگ / برادرهمسرزاده امپراتور یوان | ۹–۲۳                  |          |
| هان شوان   |                                                                         |                      |                                                     |                       |          |
| ۱          | گنگشی امپراتور                                                          | ۴۵ ق. م - ۲۳ م       | نوه ندیده امپراتور جینگ (پسر لیو زیژانگ)            | ۲۳–۲۵                 |          |
| ۲          | لیو پنزی                                                                | ۱۰ م. – نامعلوم      | ندیده ندیده امپراتور گائوزو (پسر لیو منگ)           | ۲۵–۲۷                 |          |
| هان شرقی   |                                                                         |                      |                                                     |                       |          |
| ۱          | امپراتور گوانگ‌وو                                                        | ۵ پ.م. – ۵۷ م        | نوه ندیده امپراتور جینگ (پسر لیو کین)               | ۲۵–۵۷                 |          |
| ۲          | امپراتور مینگ                                                           | ۲۸–۷۵                | پسر امپراتور گوانگ‌وو                                | ۵۷–۷۵                 |          |
| ۳          | امپراتور ژانگ                                                           | ۵۷–۸۸                | پسر امپراتور مینگ                                   | ۷۵–۸۸                 |          |
| ۴          | امپراتور هه                                                             | ۷۹–۱۰۵               | پسر امپراتور ژانگ                                   | ۸۸–۱۰۵                |          |
| ۵          | امپراتور شانگ                                                           | ۱۰۵–۱۰۶              | پسر امپراتور هه                                     | ۱۰۵–۱۰۶               |          |
| ۶          | امپراتور آن                                                             | ۹۴–۱۲۵               | نوه امپراتور ژانگ (پسر لیو کینگ)                    | ۱۰۶–۱۲۵               |          |
| ۷          | مارکی بیشیانگ                                                           | ؟ - ۱۲۵              | نوه امپراتور ژانگ (پسر لیو شو)                      | ۱۲۵                   |          |
| ۸          | امپراتور شون                                                            | ۱۱۵–۱۴۴              | پسر امپراتور آن                                     | ۱۲۵–۱۴۴               |          |
| ۹          | امپراتور چونگ                                                           | ۱۴۳–۱۴۵              | پسر امپراتور شون                                    | ۱۴۴–۱۴۵               |          |
| ۱۰         | امپراتور ژی                                                             | ۱۳۸–۱۴۶              | نبیره امپراتور ژانگ (پسر لیو هونگ)                  | ۱۴۵–۱۴۶               |          |
| ۱۱         | امپراتور هوان                                                           | ۱۳۲–۱۶۸              | نتیجه امپراتور ژانگ (پسر لیو یی)                    | ۱۴۶–۱۶۸               |          |
| ۱۲         | امپراتور لینگ                                                           | ۱۵۶–۱۸۹              | نتیجه امپراتور ژانگ (پسر لیو چانگ)                  | ۱۶۸–۱۸۹               |          |
| ۱۳         | امپراتور شائو                                                           | ۱۷۶–۱۸۹              | پسر امپراتور لینگ                                   | ۱۸۹                   |          |
| ۱۴         | امپراتور شیان                                                           | ۱۸۱–۲۳۴              | پسر امپراتور لینگ                                   | ۱۸۹–۲۲۰               |          |

## دوره سه پادشاهی

### کائو وی
|              | # | نام امپراتور | دوره زندگانی (میلادی) | نسبت خانوادگی                            | دوره حکومت (میلادی) |
| ------------ | - | ------------ | --------------------- | ---------------------------------------- | ------------------- |
| ایالت وی     | ۱ | کائو تنگ     | ؟ – اوخر دهه ۱۵۰      | نخستین حاکم محلی ناحیه وی                | ؟ – ؟               |
| ایالت وی     | ۲ | کائو سونگ    | ؟ – ۱۹۳               | پسر کائو تنگ                             | ؟ – ؟               |
| ایالت وی     | ۳ | کائو کائو    | ۱۵۵ – ۲۲۰             | پسر کائو سونگ                            | ۲۱۳ – ۲۲۰           |
| ایالت وی     | ۴ | کائو پی      | ۱۸۷ – ۲۲۶             | پسر کائو کائو (نخستین حاکم امپراتوری وی) | ۲۲۰ – ۲۲۰           |
| کشور کائو وی | ۵ | کائو پی      | ۱۸۷ – ۲۲۶             | پسر کائو کائو (نخستین حاکم امپراتوری وی) | ۲۲۰ – ۲۲۶           |
| کشور کائو وی | ۶ | کائو روی     | ۲۰۴ (۲۰۶) – ۲۳۹       | پسر کائو پی                              | ۲۲۶ – ۲۳۹           |
| کشور کائو وی | ۷ | کائو فنگ     | ۲۳۲ – ۲۷۴             | نتیجه کائو کائو (فرزندخوانده کائو روی)   | ۲۳۹ – ۲۵۴           |
| کشور کائو وی | ۸ | کائو مائو    | ۲۴۱ – ۲۶۰             | نوه کائو پی                              | ۲۵۴ – ۲۶۰           |
| کشور کائو وی | ۹ | کائو هوان    | ۲۴۶ – ۳۰۲             | نوه کائو کائو                            | ۲۶۰ – ۲۶۶           |

### شو هان
| شماره | نام امپراتور | دوره زندگانی (میلادی) | نسبت خانوادگی | دوره حکومت (میلادی) |
| ----- | ------------ | --------------------- | ------------- | ------------------- |
| ۱     | لیو بی       | ۱۶۱–۲۲۳               | مؤسس شو هان   | ۲۲۱–۲۲۳             |
| ۲     | لیو شان      | ۲۰۷–۲۷۱               | پسر لیو بی    | ۲۲۳–۲۶۳             |

### ووی شرقی
|               | # | نام امپراتور | دوره زندگانی (میلادی) | نسبت خانوادگی                           | دوره حکومت (میلادی) |
| ------------- | - | ------------ | --------------------- | --------------------------------------- | ------------------- |
| ایالت وو      | ۱ | سون جیان     | ۱۵۵ – ۱۹۱             | نخستین حاکم محلی ناحیه وو               | ؟ – ۱۹۱             |
| ایالت وو      | ۲ | سون که       | ۱۷۵ – ۲۰۰             | پسر سون جیان                            | ۱۹۱ – ۲۰۰           |
| ایالت وو      | ۳ | سون کوان     | ۱۸۲ – ۲۵۲             | پسر سون جیان (نخستین حاکم امپراتوری وو) | ۲۰۰ – ۲۲۹           |
| کشور ووی شرقی | ۴ | سون کوان     | ۱۸۲ – ۲۵۲             | پسر سون جیان (نخستین حاکم امپراتوری وو) | ۲۲۹ – ۲۵۲           |
| کشور ووی شرقی | ۵ | سون لیانگ    | ۲۴۳ – ۲۶۰             | پسر سون کوان                            | ۲۵۲ – ۲۵۸           |
| کشور ووی شرقی | ۶ | سون شیو      | ۲۳۵ – ۲۶۴             | پسر سون کوان                            | ۲۵۸ – ۲۶۴           |
| کشور ووی شرقی | ۷ | سون هه       | ۲۲۴ – ۲۵۳             | پسر سون کوان                            | ؟ – ؟               |
| کشور ووی شرقی | ۸ | سون هائو     | ۲۴۳ – ۲۸۴             | پسر سون هه                              | ۲۶۴ – ۲۸۰           |

## جین غربی و شرقی
| شماره    | نام امپراتور         | دوره زندگانی (میلادی) | نسبت خانوادگی                                                    | دوره حکومت (میلادی) |          |
| جین غربی | جین غربی             | جین غربی              | جین غربی                                                         | جین غربی            | جین غربی |
| -------- | -------------------- | --------------------- | ---------------------------------------------------------------- | ------------------- | -------- |
| ۱        | امپراتور وو          | ۲۳۶ – ۲۹۰             | بنیان‌نهای دودمان جین (پسر سیما ژائو)                             | ۲۶۶ – ۲۹۰           |          |
| ۲        | امپراتور هوی         | ۲۵۹ – ۳۰۷             | پسر امپراتور وو                                                  | ۲۹۰ – ۳۰۷           |          |
| ۳        | سیما لون             | قبل از ۲۴۹ – ۳۰۱      | عموی امپراتور وو (پسر سیما یی)                                   | ۳۰۱                 |          |
| ۴        | امپراتور هوای        | ۲۸۴ – ۳۱۳             | پسر امپراتور وو                                                  | ۳۰۷ – ۳۱۱           |          |
| ۵        | امپراتور مین         | ۳۰۰ – ۳۱۸             | نوه امپراتور وو (پسر سیما یان (با امپراتور وو اشتباه گرفته‌نشود)) | ۳۱۳ – ۳۱۶           |          |
| جین شرقی |                      |                       |                                                                  |                     |          |
| ۶        | امپراتور یوان جین    | ۲۷۶–۳۲۳               | پسرعموزاده امپراتور وو (پسر سیما جین)                            | ۳۱۸–۳۲۳             |          |
| ۷        | امپراتور مینگ جین    | ۲۹۹–۳۲۶               | پسر امپراتور یوان                                                | ۳۲۳–۳۲۶             |          |
| ۸        | امپراتور چنگ جین     | ۳۲۱–۳۴۲               | پسر امپراتور مینگ                                                | ۳۲۶–۳۴۲             |          |
| ۹        | امپراتور کانگ جین    | ۳۲۲–۳۴۴               | پسر امپراتور مینگ                                                | ۳۴۲–۳۴۴             |          |
| ۱۰       | امپراتور مو جین      | ۳۴۳–۳۶۱               | پسر امپراتور کانگ                                                | ۳۴۴–۳۶۱             |          |
| ۱۱       | امپراتور آی جین      | ۳۴۱–۳۶۵               | پسر امپراتور چنگ                                                 | ۳۶۱–۳۶۵             |          |
| ۱۲       | امپراتور فی جین      | ۳۴۲–۳۸۶               | پسر امپراتور چنگ                                                 | ۳۶۵–۳۷۱             |          |
| ۱۳       | امپراتور جیانون جین  | ۳۲۰–۳۷۲               | پسر امپراتور یوان                                                | ۳۷۱–۳۷۲             |          |
| ۱۴       | امپراتور شیائووو جین | ۳۶۲–۳۹۶               | پسر امپراتور جیانون                                              | ۳۷۲–۳۹۶             |          |
| ۱۵       | امپراتور آن جین      | ۳۸۲–۴۱۹               | پسر امپراتور شیائووو                                             | ۳۹۶–۴۱۹             |          |
| ۱۶       | امپراتور گونگ جین    | ۳۸۶–۴۲۱               | پسر امپراتور شیائووو                                             | ۴۱۹–۴۲۰             |          |

## شانزده پادشاهی

### چنگ هان
| نام      | نام             |
| شخصی     | پسامرگ          |
| چنگ      | چنگ             |
| -------- | --------------- |
| لی ته    | امپراتور جینگ   |
| لی لیو   | شاهزاده کین ون  |
| لی شیونگ | امپراتور وو     |
| لی بان   | امپراتور آی     |
| لی کی    | دوک یئو         |
| هان      |                 |
| لی شئو   | امپراتور ژائوون |
| لی شی    | مارکی گوییی     |

### هان ژائو
| نام               | نام              |
| شخصی              | پسامرگ           |
| هان               | هان              |
| ----------------- | ---------------- |
| لیو یوان          | امپراتور گوانگون |
| لیو هه            | شاهزاده لیانگ    |
| لیو کونگ          | امپراتور ژائووو  |
| لیو کن            | امپراتور یین     |
| ژائو کیان (پیشین) |                  |
| لیو یائو          | شاهزاده هئو      |
| ژائو هئو (پسین)   |                  |
| شی له             | امپراتور مینگ    |
| شی لونگ           | شاهزاده هاییانگ  |
| شی هو             | امپراتور وو      |
| شی شی             | شاهزاده کیائو    |
| شی زون            | شاهزاده پانگچنگ  |
| شی جیان           | شاهزاده یییانگ   |
| شی ژی             | شاهزاده شینشینگ  |

## سلسله‌های شمالی و جنوبی

### سلسله‌های شمالی

#### وی شمالی
| شماره | نام امپراتور    | دوره زندگانی (میلادی) | نسبت با امپراتور قبلی | دوره حکومت (میلادی)  |
| ----- | --------------- | --------------------- | --------------------- | -------------------- |
| ۱     | دائو وو         | ۳۷۱–۴۰۹               | مؤسس دودمان وی شمالی  | ۳۸۶–۴۰۹              |
| ۲     | مینگ‌یوان        | ۳۹۲–۴۲۳               | پسر دائو وو           | ۴۰۹–۴۲۳              |
| ۳     | تای‌وو           | ۴۰۸–۴۵۲               | پسر مینگ‌یوان          | ۴۲۳–۴۵۲              |
| ۴     | تووُبا یو        | ؟ - ۴۵۲               | پسر تای‌وو             | ۴۵۲                  |
| ۵     | ون‌چِنگ           | ۴۴۰–۴۶۵               | برادرزاده تووُبا یو    | ۴۵۲–۴۶۵              |
| ۶     | شیان‌ون          | ۴۵۴–۴۷۶               | پسر ون‌چِنگ             | ۴۶۵–۴۷۱              |
| ۷     | شیائو ون        | ۴۶۷–۴۹۹               | پسر شیان‌ون            | ۴۷۱–۴۹۹              |
| ۸     | ژوان‌وو          | ۴۸۳–۵۱۵               | پسر شیائو ون          | ۴۹۹–۵۱۵              |
| ۹     | شیائو مینگ      | ۵۱۰–۵۲۸               | پسر ژوان‌وو            | ۵۱۵–۵۲۸              |
| ۱۰    | دختر شیائو مینگ | ۵۲۸ - ؟               | دختر شیائو مینگ       | ۵۲۸ (کمتر از یک روز) |
| ۱۱    | یوان ژائو       | ۵۲۶–۵۲۸               | نوه برادر ژوان‌وو      | ۵۲۸                  |
| ۱۲    | شیائو ژوانگ     | ۵۰۷–۵۳۱               | برادرزاده شیائو ون    | ۵۲۸–۵۳۱              |
|       | یوان‌یه          | ؟ –۵۳۲                | نوه برادر ون‌چِنگ       | ۵۳۰–۵۳۱              |
| ۱۳    | جیه‌مین          | ۴۹۸–۵۳۲               | برادرزاده شیائو ون    | ۵۳۱–۵۳۲              |
|       | یوان‌لانگ        | ۵۱۳–۵۳۲               | نوه عموی یوان‌یه       | ۵۳۱–۵۳۲              |
| ۱۴    | شیائو وو        | ۵۱۰–۵۳۵               | برادرزاده ژوان‌وو      | ۵۳۲–۵۳۵              |

#### وی شرقی
| شماره | نام امپراتور | دوره زندگانی (میلادی) | نسبت با امپراتور قبلی                  | دوره حکومت (میلادی) |
| ----- | ------------ | --------------------- | -------------------------------------- | ------------------- |
| ۱     | شیائو جینگ   | ۵۲۴–۵۵۲               | مؤسس دودمان وی شرقی و نوه برادر ژوان‌وو | ۵۳۴–۵۵۰             |

#### وی غربی
| شماره | نام امپراتور | دوره زندگانی (میلادی) | نسبت با امپراتور قبلی                  | دوره حکومت (میلادی) |
| ----- | ------------ | --------------------- | -------------------------------------- | ------------------- |
| ۱     | ون           | ۵۰۷–۵۵۱               | مؤسس دودمان وی غربی و برادرزاده ژوان‌وو | ۵۳۵–۵۵۱             |
| ۲     | فِی           | ؟ - ۵۵۴               | پسر ون                                 | ۵۵۱–۵۵۴             |
| ۳     | گُنگ          | ۵۳۷–۵۵۷               | پسر ون                                 | ۵۵۴–۵۵۷             |

#### چی شمالی
| شماره | نام امپراتور | دوره زندگانی (میلادی) | نسبت با امپراتور قبلی | دوره حکومت (میلادی) |
| ----- | ------------ | --------------------- | --------------------- | ------------------- |
| ۱     | ون ژوان      | ۵۲۶–۵۵۹               | مؤسس دودمان چی شمالی  | ۵۵۰–۵۵۹             |
| ۲     | فِی           | ۵۴۵–۵۶۱               | پسر ون ژوان           | ۵۵۹–۵۶۰             |
| ۳     | شیائوژائو    | ۵۳۵–۵۶۱               | برادر ون ژوان         | ۵۶۰–۵۶۱             |
| ۴     | وو چِنگ       | ۵۳۷–۵۶۹               | برادر ون ژوان         | ۵۶۱–۵۶۵             |
| ۵     | هائو ژو      | ۵۵۷–۵۷۷               | پسر وو چِنگ            | ۵۶۵–۵۷۷             |
| ۶     | یو ژو        | ۵۷۰–۵۷۷               | پسر هائو ژو           | ۵۷۷                 |

#### ژو شمالی
| شماره | نام امپراتور | دوره زندگانی (میلادی) | نسبت با امپراتور قبلی                     | دوره حکومت (میلادی) |
| ----- | ------------ | --------------------- | ----------------------------------------- | ------------------- |
| ۱     | شیائومین     | ۵۴۲–۵۵۷               | مؤسس دودمان ژو شمالی و خواهرزاده شیائو وو | ۵۵۷                 |
| ۲     | مینگ         | ۵۳۴–۵۶۰               | برادر شیائومین                            | ۵۵۷–۵۶۰             |
| ۳     | وو           | ۵۴۳–۵۷۸               | برادر شیائومین                            | ۵۶۰–۵۷۸             |
| ۴     | ژوان         | ۵۵۹–۵۸۰               | پسر وو                                    | ۵۷۸–۵۷۹             |
| ۵     | جینگ         | ۵۷۳–۵۸۱               | پسر ژوان                                  | ۵۷۹–۵۸۱             |

### سلسله‌های جنوبی
| شماره    | نام امپراتور    | دوره زندگانی (میلادی) | نسبت با امپراتور قبلی | دوره حکومت (میلادی) |          |
| لیو سونگ | لیو سونگ        | لیو سونگ              | لیو سونگ              | لیو سونگ            | لیو سونگ |
| -------- | --------------- | --------------------- | --------------------- | ------------------- | -------- |
| ۱        | وو دی           | ۳۶۳–۴۲۲               | مؤسس دودمان لیو سونگ  | ۴۲۰–۴۲۲             |          |
| ۲        | شائو            | ۴۰۶–۴۲۴               | پسر وو دی             | ۴۲۳–۴۲۴             |          |
| ۳        | وِن              | ۴۰۷–۴۵۳               | پسر وو دی             | ۴۲۴–۴۵۳             |          |
| ۴        | لیو شائو        | ۴۲۶–۴۵۳               | پسر وِن                | ۴۵۳                 |          |
| ۵        | شیائو وو        | ۴۳۰–۴۶۴               | پسر وِن                | ۴۵۳–۴۶۴             |          |
| ۶        | چیان فِی         | ۴۴۹–۴۶۶               | پسر شیائو وو          | ۴۶۴–۴۶۶             |          |
| ۷        | لیو زیشین       | ۴۵۶–۴۶۶               | پسر شیائو وو          | ۴۶۶                 |          |
| ۸        | مینگ            | ۴۳۹–۴۷۲               | پسر وِن                | ۴۶۵–۴۷۲             |          |
| ۹        | هُو فِی           | ۴۶۳–۴۷۷               | پسر مینگ              | ۴۷۲–۴۷۷             |          |
| ۱۰       | شوِن             | ۴۶۹–۴۷۹               | برادرزاده مینگ        | ۴۷۷–۴۷۹             |          |
| چی جنوبی |                 |                       |                       |                     |          |
| ۱        | گائو            | ۴۲۷–۴۸۲               | مؤسس دودمان چی جنوبی  | ۴۷۹–۴۸۲             |          |
| ۲        | وو              | ۴۴۰–۴۹۳               | پسر گائو              | ۴۸۲–۴۹۳             |          |
| ۳        | شیائو ژائو یه   | ۴۷۳–۴۹۴               | نوه وو                | ۴۹۳–۴۹۴             |          |
| ۴        | شیائو ژائو وِن   | ۴۸۰–۴۹۴               | برادر شیائو ژائو یه   | ۴۹۴                 |          |
| ۵        | مینگ            | ۴۵۲–۴۹۸               | برادرزاده گائو        | ۴۵۲–۴۹۸             |          |
| ۶        | شیائو بائو جوان | ۴۸۳–۵۰۱               | پسر مینگ              | ۴۹۸–۵۰۱             |          |
| ۷        | هِه              | ۴۸۸–۵۰۲               | پسر مینگ              | ۵۰۱–۵۰۲             |          |
| لیانگ    |                 |                       |                       |                     |          |
| ۱        | وو              | ۴۶۴–۵۴۹               | مؤسس دودمان لیانگ     | ۵۰۲–۵۴۹             |          |
| ۲        | جیان‌وِن          | ۵۰۳–۵۵۱               | پسر وو                | ۵۴۹–۵۵۱             |          |
| ۳        | شیائو دونگ      | ؟ –۵۵۲                | نوه برادر جیان‌وِن      | ۵۵۱                 |          |
| ۴        | یوان            | ۵۰۸–۵۵۵               | پسر وو                | ۵۵۲–۵۵۴             |          |
| ۵        | یوان‌مینگ        | ؟ –۵۵۶                | برادرزاده وو          | ۵۵۵                 |          |
| ۶        | جینگ            | ۵۴۳–۵۵۷               | پسر یوان              | ۵۵۵–۵۵۷             |          |
| چِن       |                 |                       |                       |                     |          |
| ۱        | وو              | ۵۰۳–۵۵۹               | مؤسس دودمان چن        | ۵۵۷–۵۵۹             |          |
| ۲        | وِن              | ۵۲۲–۵۶۶               | برادرزاده وو          | ۵۵۹–۵۶۶             |          |
| ۳        | فِی              | ۵۵۲ یا ۵۵۴–۵۷۰        | پسر وِن                | ۵۶۶–۵۶۸             |          |
| ۴        | ژوان            | ۵۳۰–۵۸۲               | برادر وِن              | ۵۶۹–۵۸۲             |          |
| ۵        | شوبائو          | ۵۵۳–۶۰۴               | پسر ژوان              | ۵۸۲–۵۸۹             |          |

#### لیانگ غربی
| شماره | نام امپراتور | دوره زندگانی (میلادی) | نسبت با امپراتور قبلی                     | دوره حکومت (میلادی) |
| ----- | ------------ | --------------------- | ----------------------------------------- | ------------------- |
| ۱     | ژوان         | ۵۱۹–۵۶۲               | مؤسس دودمان لیانگ غربی و برادرزاده جیان‌وِن | ۵۵۵–۵۶۲             |
| ۲     | مینگ         | ۵۴۲–۵۸۵               | پسر ژوان                                  | ۵۶۲–۵۸۵             |
| ۳     | جینگ         | ؟ –؟                  | پسر مینگ                                  | ۵۸۵–۵۸۷             |

## سوئی
| شماره | نام امپراتور | دوره زندگانی (میلادی) | نسبت با امپراتور قبلی              | دوره حکومت (میلادی) |
| ----- | ------------ | --------------------- | ---------------------------------- | ------------------- |
| ۱     | وندی         | ۵۴۱–۶۰۴               | بنیانگذار سوئی و شوهر خواهر شوبائو | ۵۸۱–۶۰۴             |
| ۲     | یانگدی       | ۵۶۸–۶۱۸               | پسر وندی                           | ۶۰۴–۶۱۷             |
| ۳     | گونگدی       | ۶۰۵–۶۱۹               | نوه یانگدی                         | ۶۱۷–۶۱۸             |
| ۴     | تنگ          | ۶۰۴–۶۱۹               | برادر گونگدی                       | ۶۱۸–۶۱۹             |

## تانگ
| شماره                         | نام امپراتور            | تماما با                   | دوره زندگانی (میلادی)   | نسبت با امپراتور قبلی                 | دوره حکومت (میلادی)         |
| دودمان تانگ (۶۱۸ - ۶۹۰)       | دودمان تانگ (۶۱۸ - ۶۹۰) | دودمان تانگ (۶۱۸ - ۶۹۰)    | دودمان تانگ (۶۱۸ - ۶۹۰) | دودمان تانگ (۶۱۸ - ۶۹۰)               | دودمان تانگ (۶۱۸ - ۶۹۰)     |
| ----------------------------- | ----------------------- | -------------------------- | ----------------------- | ------------------------------------- | --------------------------- |
| ۱                             | گائوزو                  |                            | ۵۶۶–۶۳۵                 | مؤسس دودمان تانگ                      | ۶۱۸–۶۲۶ (۸ سال)             |
| ۲                             | تای‌زونگ                 |                            | ۵۹۹–۶۴۹                 | پسر گائوزو                            | ۶۲۶–۶۴۹ (۲۳ سال)            |
| ۳                             | گائوزونگ                | تماما با امپراتریس وو      | ۶۲۸–۶۸۳                 | پسر تای‌زونگ                           | ۶۴۹–۶۸۳ (۳۴ سال)            |
| ۴                             | ژونگ زونگ               | تماما با امپراتریس بیوه وو | ۶۵۶–۷۱۰                 | پسر گائوزونگ                          | ۶۸۳ - ۶۸۴ (۲ ماه و دوهفته ) |
| ۵                             | روی‌زونگ                 | تماما با امپراتریس بیوه وو | ۶۶۲–۷۱۶                 | پسر گائوزونگ                          | ۶۸۴–۶۹۰ (۶ سال و ۱۱ ماه)    |
| دودمان ژو دوم (۶۹۰ - ۷۰۵)     |                         |                            |                         |                                       |                             |
| (۶) ۱                         | امپراتریس وو زتیان      |                            | ۶۲۴–۷۰۵                 | همسر گائوزونگ و مادر دو امپراتور بعدی | ۶۹۰ – ۷۰۵ (۱۵ سال)          |
| ادامه دودمان تانگ (۷۰۵ - ۹۰۸) |                         |                            |                         |                                       |                             |
| ۴                             | ژونگ‌زونگ                | تماما با امپراتریس وی      | ۶۵۶–۷۱۰                 | پسر گائوزونگ و ملکه زتیان             | ۷۰۵–۷۱۰ (۵ سال)             |
| ۷                             | شانگ                    | تماما با امپراتریس بیوه وی | ۶۹۵–۷۱۴                 | پسر ژونگ‌زونگ                          | ۷۱۰ (۱۷ روز)                |
| ۵                             | روی‌زونگ                 | تماما با پرنسس تایپینگ     | ۶۶۲–۷۱۶                 | پسر گائوزونگ و ملکه زتیان             | ۷۱۰-۷۱۳ (۳ سال)             |
| ۷                             | شوان‌زونگ اول            |                            | ۶۸۵–۷۶۲                 | پسر روی‌زونگ                           | ۷۱۲–۷۵۶                     |
| ۹                             | سوزونگ                  |                            | ۷۱۱–۷۶۲                 | پسر شوان‌زونگ                          | ۷۵۶–۷۶۲                     |
| ۱۰                            | دیازونگ                 |                            | ۷۲۷–۷۷۹                 | پسر سوزونگ                            | ۷۶۲–۷۷۹                     |
| ۱۱                            | دزونگ                   |                            | ۷۴۲–۸۰۵                 | پسر دیازونگ                           | ۷۷۹–۸۰۵                     |
| ۱۲                            | شون‌زونگ                 |                            | ۷۶۱–۸۰۶                 | پسر دزونگ                             | ۸۰۵                         |
| ۱۳                            | شیان‌زونگ                |                            | ۷۷۸–۸۲۰                 | پسر شون‌زونگ                           | ۸۰۵–۸۲۰                     |
| ۱۴                            | موزونگ                  |                            | ۷۹۵–۸۲۴                 | پسر شیان‌زونگ                          | ۸۲۰–۸۲۴                     |
| ۱۵                            | جینگ‌زونگ                |                            | ۸۰۹–۸۲۷                 | پسر موزونگ                            | ۸۲۴–۸۲۷                     |
| ۱۶                            | ون‌زونگ                  |                            | ۸۰۹–۸۴۰                 | پسر موزونگ                            | ۸۲۷–۸۴۰                     |
| ۱۷                            | ووزونگ                  |                            | ۸۱۴–۸۴۶                 | پسر موزونگ                            | ۸۴۰–۸۴۶                     |
| ۱۸                            | شوان‌زونگ دوم            |                            | ۸۱۰–۸۵۹                 | پسر شیان‌زونگ                          | ۸۴۶–۸۵۹                     |
| ۱۹                            | یی‌زونگ                  |                            | ۸۳۳–۸۷۳                 | پسر شوان‌زونگ دوم                      | ۸۵۹–۸۷۳                     |
| ۲۰                            | شی‌زونگ                  |                            | ۸۶۲–۸۸۸                 | پسر یی‌زونگ                            | ۸۷۳–۸۸۸                     |
| ۲۱                            | ژائوزونگ                |                            | ۸۶۷–۹۰۴                 | پسر یی‌زونگ                            | ۸۸۸–۹۰۴                     |
| ۲۲                            | آئی                     |                            | ۸۹۲–۹۰۸                 | پسر ژائوزونگ                          | ۹۰۴–۹۰۷                     |

## دوره پنج سلسله و ده پادشاهی

### وو یه
| شماره | نام امپراتور | دوره زندگانی (میلادی) | نسبت با امپراتور قبلی | دوره حکومت (میلادی) |
| ----- | ------------ | --------------------- | --------------------- | ------------------- |
| ۱     | لیو          | ۸۵۰–۹۳۲               | مؤسس دودمان وو یه     | ۹۰۷–۹۳۲             |
| ۲     | یوان‌گوان     | ۸۸۷–۹۴۱               | پسر لیو               | ۹۳۲–۹۴۱             |
| ۳     | هونگ‌ژو       | ۹۲۸–۹۴۷               | پسر یوان‌گوان          | ۹۴۱–۹۴۷             |
| ۴     | هونگ‌زونگ     | ۹۲۸–۹۷۱               | پسر یوان‌گوان          | ۹۴۷                 |
| ۵     | چو           | ۹۲۹–۹۸۸               | پسر یوان‌گوان          | ۹۴۷–۹۷۸             |

### دودمان وو و تانگ جنوبی
| شماره      | نام امپراتور | دوره زندگانی (میلادی) | نسبت با امپراتور قبلی | دوره حکومت (میلادی) |           |
| دودمان وو  | دودمان وو    | دودمان وو             | دودمان وو             | دودمان وو           | دودمان وو |
| ---------- | ------------ | --------------------- | --------------------- | ------------------- | --------- |
| ۱          | وو           | ۸۸۶–۹۰۸               | مؤسس دودمان وو        | ۹۰۷–۹۰۸             |           |
| ۲          | لنگ‌ین        | ۸۹۷–۹۲۰               | برادر وو              | ۹۰۸–۹۲۰             |           |
| ۳          | پو           | ۹۰۰–۹۳۸               | برادر وو و لنگ‌ین      | ۹۲۰–۹۳۷             |           |
| تانگ جنوبی |              |                       |                       |                     |           |
| ۱          | لیه‌زو        | ۸۸۸–۹۴۳               | مؤسس تانگ جنوبی       | ۹۳۷–۹۴۳             |           |
| ۲          | یوآن‌زونگ     | ۹۱۶–۹۶۱               | پسر لیه‌زو             | ۹۴۳–۹۶۱             |           |
| ۳          | هوژو         | ۹۳۷–۹۷۸               | پسر یوآن‌زونگ          | ۹۶۱–۹۷۵             |           |

### دودمان چو
| شماره | نام امپراتور | دوره زندگانی (میلادی) | نسبت با امپراتور قبلی | دوره حکومت (میلادی) |
| ----- | ------------ | --------------------- | --------------------- | ------------------- |
| ۱     | یین          | ۸۵۳–۹۳۰               | مؤسس دودمان چو        | ۹۰۷–۹۳۰             |
| ۲     | شی‌شنگ        | ۸۹۹–۹۳۲               | پسر یین               | ۹۳۰–۹۳۲             |
| ۳     | شی‌فان        | ۸۹۹–۹۴۷               | پسر یین               | ۹۳۲–۹۴۷             |
| ۴     | شی‌گوانگ      | ؟ - ۹۵۰               | پسر یین               | ۹۴۷–۹۵۰             |
| ۵     | شی‌چونگ       | ۹۰۰–۹۵۳               | پسر یین               | ۹۵۰–۹۵۱             |

### پنج سلسله
| شماره      | نام امپراتور | دوره زندگانی (میلادی) | نسبت با امپراتور قبلی          | دوره حکومت (میلادی) |            |
| لیانگ جدید | لیانگ جدید   | لیانگ جدید            | لیانگ جدید                     | لیانگ جدید          | لیانگ جدید |
| ---------- | ------------ | --------------------- | ------------------------------ | ------------------- | ---------- |
| ۱          | تای‌زو        | ۸۵۲–۹۱۲               | مؤسس لیانگ جدید                | ۹۰۷–۹۱۲             |            |
| ۲          | ژو یوگوی     | ۸۷۵–۹۱۳               | پسر تای‌زو                      | ۹۱۲–۹۱۳             |            |
| ۳          | ژو یوژن      | ۸۸۸–۹۲۳               | پسر تای‌زو                      | ۹۱۳–۹۲۳             |            |
| تانگ جدید  |              |                       |                                |                     |            |
| ۱          | ژوانگ‌زونگ    | ۸۸۵–۹۲۶               | مؤسس تانگ جدید                 | ۹۲۳–۹۲۶             |            |
| ۲          | مینگ‌زونگ     | ۸۶۷–۹۳۳               | برادرخوانده ژوانگ‌زونگ          | ۹۲۳–۹۲۶             |            |
| ۳          | مین          | ۹۱۴–۹۳۴               | پسر مینگ‌زونگ                   | ۹۳۳–۹۳۴             |            |
| ۴          | مو           | ۸۸۵–۹۳۷               | پسرخوانده میننگ‌زونگ            | ۹۳۴–۹۳۷             |            |
| جین جدید   |              |                       |                                |                     |            |
| ۱          | گائوزو       | ۸۹۲–۹۴۲               | داماد مینگ‌زونگ و مؤسس جین جدید | ۹۳۶–۹۴۲             |            |
| ۲          | چو           | ۹۱۴–۹۷۴               | برادرزاده گائوزو               | ۹۴۲–۹۴۷             |            |
| هان جدید   |              |                       |                                |                     |            |
| ۱          | گائوزو       | ۸۹۵–۹۴۸               | مؤسس هان جدید                  | ۹۴۷–۹۴۸             |            |
| ۲          | یین          | ۹۲۹–۹۵۱               | پسر گائوزو                     | ۹۴۸–۹۵۱             |            |
| ژو جدید    |              |                       |                                |                     |            |
| ۱          | تای‌زو        | ۹۰۴–۹۵۴               | مؤسس ژو جدید                   | ۹۵۱–۹۵۴             |            |
| ۲          | شی‌زونگ       | ۹۲۱–۹۵۹               | برادرزاده همسر تای‌زو           | ۹۵۴–۹۵۹             |            |
| ۳          | گونگ         | ۹۵۳–۹۷۳               | پسر شی‌زونگ                     | ۹۵۹–۹۶۰             |            |

### مین
| شماره | نام امپراتور | دوره زندگانی (میلادی) | نسبت با امپراتور قبلی | دوره حکومت (میلادی) |
| ----- | ------------ | --------------------- | --------------------- | ------------------- |
| ۱     | شن‌ژی         | ۸۶۲–۹۲۵               | مؤسس دودمان مین       | ۹۰۹–۹۲۵             |
| ۲     | یان‌هان       | ؟ - ۹۲۷               | پسر شن‌ژی              | ۹۲۵–۹۲۷             |
| ۳     | یان‌جون       | ؟ - ۹۳۵               | پسر شن‌ژی              | ۹۲۷–۹۳۵             |
| ۴     | جی‌پنگ        | ؟ - ۹۳۹               | پسر یان‌جون            | ۹۳۵–۹۳۹             |
| ۵     | یان‌هی        | ؟ - ۹۴۴               | پسر شن‌ژی              | ۹۳۹–۹۴۴             |
| ۶     | یان‌ژنگ       | ؟ - ۹۵۱               | پسر شن‌ژی              | ۹۴۳–۹۴۵             |

### هان جنوبی
| شماره | نام امپراتور | دوره زندگانی (میلادی) | نسبت با امپراتور قبلی | دوره حکومت (میلادی) |
| ----- | ------------ | --------------------- | --------------------- | ------------------- |
| ۱     | یان          | ۸۸۹–۹۴۲               | مؤسس هان جنوبی        | ۹۱۷–۹۴۲             |
| ۲     | بین          | ۹۲۰–۹۴۳               | پسر یان               | ۹۴۲–۹۴۳             |
| ۳     | شنگ          | ۹۲۰–۹۵۸               | پسر یان               | ۹۴۳–۹۵۸             |
| ۴     | چانگ         | ۹۴۲–۹۸۰               | پسر شنگ               | ۹۵۸–۹۷۱             |

### جینگ‌نان
| شماره | نام امپراتور | دوره زندگانی (میلادی) | نسبت با امپراتور قبلی | دوره حکومت (میلادی) |
| ----- | ------------ | --------------------- | --------------------- | ------------------- |
| ۱     | جیشینگ       | ۸۵۸–۹۲۹               | مؤسس جینگ‌نان          | ۹۲۴–۹۲۹             |
| ۲     | کونگ‌هوی      | ۸۹۱–۹۴۸               | پسر جیشینگ            | ۹۲۹–۹۴۸             |
| ۳     | بائورونگ     | ۹۲۰–۹۶۰               | پسر کونگ‌هوی           | ۹۴۸–۹۶۰             |
| ۴     | بائوشو       | ۹۲۴–۹۶۲               | پسر کونگ‌هوی           | ۹۶۰–۹۶۲             |
| ۵     | جی‌چونگ       | ۹۴۳–۹۷۳               | پسر بائورونگ          | ۹۶۲–۹۶۳             |

### شو جدید
| شماره | نام امپراتور | دوره زندگانی (میلادی) | نسبت با امپراتور قبلی | دوره حکومت (میلادی) |
| ----- | ------------ | --------------------- | --------------------- | ------------------- |
| ۱     | گائوزو       | ۸۷۴–۹۳۴               | مؤسس شو جدید          | ۹۳۴                 |
| ۲     | هوژو         | ۹۱۹–۹۶۵               | پسر گائوزو            | ۹۳۴–۹۶۵             |

### هان شمالی
| شماره | نام امپراتور | دوره زندگانی (میلادی) | نسبت با امپراتور قبلی         | دوره حکومت (میلادی) |
| ----- | ------------ | --------------------- | ----------------------------- | ------------------- |
| ۱     | مین          | ۸۹۵–۹۵۴               | برادر گائوزو و مؤسس هان شمالی | ۹۵۱–۹۵۴             |
| ۲     | روی‌زونگ      | ۹۲۶–۹۶۸               | پسر مین                       | ۹۵۴–۹۶۸             |
| ۳     | شائوژو       | ؟ - ۹۶۸               | خواهرزاده روی‌زونگ             | ۹۶۸                 |
| ۴     | یینگ‌وو       | ؟ - ۹۹۲               | برادر شائوژو                  | ۹۶۸–۹۷۹             |

## لیائو
| شماره | نام امپراتور | دوره زندگانی (میلادی) | نسبت با امپراتور قبلی | دوره حکومت (میلادی) |
| ----- | ------------ | --------------------- | --------------------- | ------------------- |
| ۱     | تای‌زو        | ۸۷۲–۹۲۶               | مؤسس دودمان لیائو     | ۹۰۷–۹۲۶             |
| ۲     | تای‌زونگ      | ۹۰۲–۹۴۷               | پسر تای‌زو             | ۹۲۷–۹۴۷             |
| ۳     | شیزونگ       | ۹۱۹–۹۵۱               | برادرزاده تای‌زونگ     | ۹۴۷–۹۵۱             |
| ۴     | موزونگ       | ۹۳۱–۹۶۹               | پسر تای‌زونگ           | ۹۵۱–۹۶۹             |
| ۵     | جینگ‌زونگ     | ۹۴۸–۹۸۲               | پسر شیزونگ            | ۹۶۹–۹۸۲             |
| ۶     | شنگ‌زونگ      | ۹۷۲–۱۰۳۱              | پسر جینگ‌زونگ          | ۹۸۲–۱۰۳۱            |
| ۷     | شینگ‌زونگ     | ۱۰۱۶–۱۰۵۵             | پسر شنگ‌زونگ           | ۱۰۳۱–۱۰۵۵           |
| ۸     | دائوزونگ     | ۱۰۳۲–۱۱۰۱             | پسر شینگ‌زونگ          | ۱۰۵۵–۱۱۰۱           |
| ۹     | تیان‌زو       | ۱۰۷۵–۱۱۲۸ یا ۱۱۵۶     | نوه دائوزونگ          | ۱۱۰۱–۱۱۲۵           |

## سونگ
| شماره      | نام امپراتور                                     | دوره زندگانی (میلادی) | نسبت با امپراتور قبلی | دوره حکومت (میلادی) |            |
| سونگ شمالی | سونگ شمالی                                       | سونگ شمالی            | سونگ شمالی            | سونگ شمالی          | سونگ شمالی |
| ---------- | ------------------------------------------------ | --------------------- | --------------------- | ------------------- | ---------- |
| ۱          | تائی زو                                          | ۹۲۷–۹۷۶               | مؤسس دودمان سونگ      | ۹۶۰–۹۷۶             |            |
| ۲          | تای‌زونگ                                          | ۹۳۹–۹۹۷               | برادر تائی زو         | ۹۷۶–۹۹۷             |            |
| ۳          | ژنزونگ توسط امپراتریس لیو در قدرت همراهی شد      | ۹۶۸–۱۰۲۲              | پسر تای‌زونگ           | ۹۹۷–۱۰۲۲            |            |
| ۴          | رنزونگ توسط امپراتریس بیوه لیو در قدرت همراهی شد | ۱۰۱۰–۱۰۶۳             | پسر ژنزونگ            | ۱۰۲۲–۱۰۶۳           |            |
| ۵          | یینگ‌زونگ                                         | ۱۰۳۲–۱۰۶۷             | نوه برادر ژنزونگ      | ۱۰۶۳–۱۰۶۷           |            |
| ۶          | شنزونگ                                           | ۱۰۴۸–۱۰۸۵             | پسر یینگ زونگ         | ۱۰۶۷–۱۰۸۵           |            |
| ۷          | ژزونگ                                            | ۱۰۷۶–۱۱۰۰             | پسر شنزونگ            | ۱۰۸۵–۱۱۰۰           |            |
| ۸          | هوی‌زونگ                                          | ۱۰۸۲–۱۱۳۵             | پسر شنزونگ            | ۱۱۰۰–۱۱۲۵           |            |
| ۹          | چینزونگ                                          | ۱۱۰۰–۱۱۶۱             | پسر هویی زونگ         | ۱۱۲۶–۱۱۲۷           |            |
| سونگ جنوبی |                                                  |                       |                       |                     |            |
| ۱۰         | گائوزونگ                                         | ۱۱۰۷–۱۱۸۷             | پسر هویی زونگ         | ۱۱۲۷–۱۱۶۲           |            |
| ۱۱         | شیائو زونگ                                       | ۱۱۲۷–۱۱۹۴             | از نسل تائی زو        | ۱۱۶۲–۱۱۸۹           |            |
| ۱۲         | گوآنگ زونگ                                       | ۱۱۴۷–۱۲۰۰             | پسر شیائو زونگ        | ۱۱۸۹–۱۱۹۴           |            |
| ۱۳         | نینگ‌زونگ                                         | ۱۱۶۸–۱۲۲۴             | پسر گوآنگ زونگ        | ۱۱۹۴–۱۲۲۴           |            |
| ۱۴         | لی زونگ                                          | ۱۲۰۵–۱۲۶۴             | از نسل تائی زو        | ۱۲۲۴–۱۲۶۴           |            |
| ۱۵         | دوزونگ                                           | ۱۲۴۰–۱۲۷۴             | برادرزاده لی زونگ     | ۱۲۶۴–۱۲۷۴           |            |
| ۱۶         | گونگ‌زونگ                                         | ۱۲۷۱–۱۳۲۳             | پسر دوزونگ            | ۱۲۷۴–۱۲۷۶           |            |
| ۱۷         | دوآن‌زونگ                                         | ۱۲۶۸–۱۲۷۸             | پسر دوزونگ            | ۱۲۷۶–۱۲۷۸           |            |
| ۱۸         | بینگ                                             | ۱۲۷۱–۱۲۷۹             | پسر دوزونگ            | ۱۲۷۸–۱۲۷۹           |            |

## شیای غربی
| شماره | نام امپراتور | دوره زندگانی (میلادی) | نسبت با امپراتور قبلی | دوره حکومت (میلادی) |
| ----- | ------------ | --------------------- | --------------------- | ------------------- |
| ۱     | جینگ‌زونگ     | ۱۰۰۳–۱۰۴۸             | مؤسس شیای غربی        | ۱۰۳۲–۱۰۴۸           |
| ۲     | یی‌زونگ       | ۱۰۴۷–۱۰۶۸             | پسر جینگ‌زونگ          | ۱۰۴۸–۱۰۶۸           |
| ۳     | هوی‌زونگ      | ۱۰۶۱–۱۰۸۶             | پسر یی‌زونگ            | ۱۰۶۸–۱۰۸۶           |
| ۴     | چونگ‌زونگ     | ۱۰۸۴–۱۱۳۹             | پسر هوی‌زونگ           | ۱۰۸۶–۱۱۳۹           |
| ۵     | رِن‌زونگ       | ۱۱۲۴–۱۱۹۳             | پسر چونگ‌زونگ          | ۱۱۳۹–۱۱۹۳           |
| ۶     | هوان‌زونگ     | ۱۱۷۷–۱۲۰۶             | پسر رِن‌زونگ            | ۱۱۹۳–۱۲۰۶           |
| ۷     | شیانگ‌زونگ    | ۱۱۷۰–۱۲۱۱             | برادرزاده رِن‌زونگ      | ۱۲۰۶–۱۲۱۱           |
| ۸     | شِن‌زونگ       | ۱۱۶۳–۱۲۲۶             | از نسل جینگ‌زونگ       | ۱۲۱۱–۱۲۲۳           |
| ۹     | شیان‌زونگ     | ۱۱۸۱–۱۲۲۶             | پسر شِن‌زونگ            | ۱۲۲۳–۱۲۲۶           |
| ۱۰    | مو دی        | ؟–۱۲۲۷                | برادرزاده شیان‌زونگ    | ۱۲۲۶–۱۲۲۷           |

## جین پسین
| شماره | نام امپراتور | دوره زندگانی (میلادی) | نسبت با امپراتور قبلی | دوره حکومت (میلادی) |
| ----- | ------------ | --------------------- | --------------------- | ------------------- |
| ۱     | تای‌زو        | ۱۰۶۸–۱۱۲۳             | مؤسس دودمان جین دوم   | ۱۱۱۵–۱۱۲۳           |
| ۲     | تای‌زونگ      | ۱۰۷۵–۱۱۳۵             | برادر تای‌زو           | ۱۱۲۳–۱۱۳۵           |
| ۳     | شی‌زونگ اول   | ۱۱۱۹–۱۱۴۹             | نوه تای‌زو             | ۱۱۳۵–۱۱۴۹           |
| ۴     | های‌لینگ      | ۱۱۲۲–۱۱۶۱             | نوه تای‌زو             | ۱۱۴۹–۱۱۶۱           |
| ۵     | شی‌زونگ دوم   | ۱۱۲۳–۱۱۸۹             | نوه تای‌زو             | ۱۱۶۱–۱۱۸۹           |
| ۶     | ژانگ‌زونگ     | ۱۱۶۸–۱۲۰۸             | نوه های‌لینگ           | ۱۱۹۰–۱۲۰۸           |
| ۷     | شائو وانگ    | ۱۱۶۸–۱۲۱۳             | پسر شی‌زونگ دوم        | ۱۲۰۹–۱۲۱۳           |
| ۸     | شوان‌زونگ     | ۱۱۶۳–۱۲۲۳             | برادر ژانگ‌زونگ        | ۱۲۱۳–۱۲۲۳           |
| ۹     | آی‌زونگ       | ۱۱۹۸–۱۲۳۴             | پسر شوان‌زونگ          | ۱۲۲۳–۱۲۳۴           |
| ۱۰    | مو دی        | ؟ - ۱۲۳۴              | از نسل برادر تای‌زو    | ۱۲۳۴                |

## یوآن
| شماره | نام امپراتور | دوره زندگانی (میلادی) | نسبت با امپراتور قبلی           | دوره حکومت (میلادی) |
| ----- | ------------ | --------------------- | ------------------------------- | ------------------- |
| ۱     | قوبلای‌خان    | ۱۲۱۵–۱۲۹۴             | نوه چنگیزخان و مؤسس دودمان یوآن | ۱۲۷۱–۱۲۹۴           |
| ۲     | چنگ‌زونگ      | ۱۲۶۵–۱۳۰۷             | نوه قوبلای‌خان                   | ۱۲۹۴–۱۳۰۷           |
| ۳     | وو زونگ      | ۱۲۸۱–۱۳۱۱             | برادرزاده چنگ‌زونگ               | ۱۳۰۷–۱۳۱۱           |
| ۴     | رن‌زونگ       | ۱۲۸۶–۱۳۲۰             | برادر وو زونگ                   | ۱۳۱۱–۱۳۲۰           |
| ۵     | یینگ‌زونگ     | ۱۳۰۳–۱۳۲۳             | پسر رنزونگ                      | ۱۳۲۱–۱۳۲۳           |
| ۶     | تای‌دینگ      | ۱۲۹۳–۱۳۲۸             | برادرزاده چنگ‌زونگ               | ۱۳۲۳–۱۳۲۸           |
| ۷     | تیان‌شون      | ۱۳۲۰–۱۳۲۸             | پسر تای‌دینگ                     | ۱۳۲۸                |
| ۸     | ون‌زونگ       | ۱۳۰۴–۱۳۳۲             | پسر وو زونگ                     | ۱۳۲۸–۱۳۲۹           |
| ۹     | مینگ‌زونگ     | ۱۳۰۰–۱۳۲۹             | پسر وو زونگ                     | ۱۳۲۹                |
| ۸     | ون‌زونگ       | ۱۳۰۴–۱۳۳۲             | پسر وو زونگ                     | ۱۳۲۹–۱۳۳۲           |
| ۱۰    | نینگ‌زونگ     | ۱۳۲۶–۱۳۳۲             | پسر مینگ‌زونگ                    | ۱۳۳۲                |
| ۱۱    | هوی‌زونگ      | ۱۳۲۰–۱۳۷۰             | پسر مینگ‌زونگ                    | ۱۳۳۳–۱۳۶۸           |

## مینگ
| شماره | نام امپراتور | دوره زندگانی (میلادی) | نسبت با امپراتور قبلی | دوره حکومت (میلادی) |
| ----- | ------------ | --------------------- | --------------------- | ------------------- |
| ۱     | هونگ‌وو       | ۱۳۲۸–۱۳۹۸             | مؤسس دودمان مینگ      | ۱۳۶۸–۱۳۹۸           |
| ۲     | جیان‌ون       | ۱۳۷۷–۱۴۰۲             | نوه هونگ‌وو            | ۱۳۹۸–۱۴۰۲           |
| ۳     | یونگ‌لو       | ۱۳۶۰–۱۴۲۴             | پسر هونگ‌وو            | ۱۴۰۲–۱۴۲۴           |
| ۴     | هونگ‌شی       | ۱۳۷۸–۱۴۲۴             | پسر یونگ‌لو            | ۱۴۲۴–۱۴۲۵           |
| ۵     | شوان‌دو       | ۱۳۹۹–۱۴۳۵             | پسر هونگ‌شی            | ۱۴۲۵–۱۴۳۵           |
| ۶     | جنگ‌تونگ      | ۱۴۲۷–۱۴۶۴             | پسر شوان‌دو            | ۱۴۳۵–۱۴۴۹           |
| ۷     | جینگ‌تای      | ۱۴۲۸–۱۴۵۷             | پسر شوان‌دو            | ۱۴۴۹–۱۴۵۷           |
| ۶     | جنگ‌تونگ      | ۱۴۲۷–۱۴۶۴             | پسر شوان‌دو            | ۱۴۵۷–۱۴۶۴           |
| ۸     | چنگ‌هوا       | ۱۴۴۷–۱۴۸۷             | پسر جنگ‌تونگ           | ۱۴۶۴–۱۴۸۷           |
| ۹     | هونگ‌جی       | ۱۴۷۰–۱۵۰۵             | پسر چنگ‌هوا            | ۱۴۸۷–۱۵۰۵           |
| ۱۰    | جنگ‌دو        | ۱۴۹۱–۱۵۲۱             | پسر هونگ‌جی            | ۱۵۰۵–۱۵۲۱           |
| ۱۱    | چیاچینگ      | ۱۵۰۷–۱۵۶۷             | برادرزاده هونگ‌جی      | ۱۵۲۱–۱۵۶۷           |
| ۱۲    | لونگ‌چینگ     | ۱۵۳۷–۱۵۷۲             | پسر چیاچینگ           | ۱۵۶۷–۱۵۷۲           |
| ۱۳    | وان‌لی        | ۱۵۶۳–۱۶۲۰             | پسر لونگ‌چینگ          | ۱۵۷۲–۱۶۲۰           |
| ۱۴    | تایچانگ      | ۱۵۸۲–۱۶۲۰             | پسر وان‌لی             | ۱۶۲۰                |
| ۱۵    | تیانچی       | ۱۶۰۵–۱۶۲۷             | پسر تایچانگ           | ۱۶۲۰–۱۶۲۷           |
| ۱۶    | چونگ‌جن       | ۱۶۱۱–۱۶۴۴             | پسر تایچانگ           | ۱۶۲۷–۱۶۴۴           |

## چینگ
| شماره | نام امپراتور | دوره زندگانی (میلادی) | نسبت با امپراتور قبلی | دوره حکومت (میلادی)      |
| ----- | ------------ | --------------------- | --------------------- | ------------------------ |
| ۱     | نورهاچی      | ۱۵۵۹–۱۶۲۶             | مؤسس دودمان چینگ      | ۱۶۱۶–۱۶۲۶                |
| ۲     | هونگ تایشی   | ۱۵۹۲–۱۶۴۳             | پسر نورهاچی           | ۱۶۲۶–۱۶۴۳                |
| ۳     | شون‌ژی        | ۱۶۳۸–۱۶۶۱             | پسر هونگ تایشی        | ۱۶۴۳–۱۶۶۱                |
| ۴     | کانگ‌شی       | ۱۶۵۴–۱۷۲۲             | پسر شون‌ژی             | ۱۶۶۱–۱۷۲۲                |
| ۵     | یونگ‌ژنگ      | ۱۶۷۸–۱۷۳۵             | پسر کانگ‌شی            | ۱۷۲۲–۱۷۳۵                |
| ۶     | چیان‌لونگ     | ۱۷۱۱–۱۷۹۹             | پسر یونگ‌ژنگ           | ۱۷۳۵–۱۷۹۶                |
| ۷     | جیاگینگ      | ۱۷۶۰–۱۸۲۰             | پسر چیان‌لونگ          | ۱۷۹۶–۱۸۲۰                |
| ۸     | دائو گوآنگ   | ۱۷۸۲–۱۸۵۰             | پسر جیاگینگ           | ۱۸۲۰–۱۸۵۰                |
| ۹     | شیان‌فنگ      | ۱۸۳۱–۱۸۶۱             | پسر دائو گوآنگ        | ۱۸۵۰–۱۸۶۱                |
| ۱۰    | تونگ‌ژی       | ۱۸۵۶–۱۸۷۵             | پسر شیان‌فنگ           | ۱۸۶۱–۱۸۷۵                |
| ۱۱    | گوآنگ‌شو      | ۱۸۷۱–۱۹۰۸             | برادرزاده شیان‌فنگ     | ۱۸۷۵–۱۹۰۸                |
| ۱۲    | پویی         | ۱۹۰۶–۱۹۶۷             | برادرزاده گوآنگ‌شو     | ۱۹۰۸–۱۹۱۱ ۱۹۱۷ ۱۹۳۴–۱۹۴۵ |